# 玛丽安杰拉·皮安卡斯泰利
玛丽安杰拉·皮安卡斯泰利（義大利語：Mariangela Piancastelli，1953年5月20日—），意大利前女子篮球运动员。她曾代表意大利参加1980年夏季奥林匹克运动会篮球比赛，获得第六名。